# Oranienburg
Oranienburg é uma cidade de Brandemburgo, Alemanha. É a capital do distrito de Oberhavel.

## Historia
Designada originalmente por Bötzow, a cidade de Oranienburg data do século XII e foi mencionada pela primeira vez em 1216. O marquês Albert, o Urso (reinou entre 1157-1170) terá ordenado a construção de um castelo nas margens do Havel. Em redor do castelo, ficava uma localidade composta por mercadores.

## Geografia
Oranienburg está localizada nas margens do rio Havel, 35 km a norte do centro de Berlim.

### Divisões da cidade
Oranienburg tem nove distritos:
- Friedrichsthal
- Germendorf
- Lehnitz
- Malz
- Oranienburg
- Sachsenhausen
- Schmachtenhagen
- Wensickendorf
- Zehlendorf